# Európai egészségbiztosítási kártya

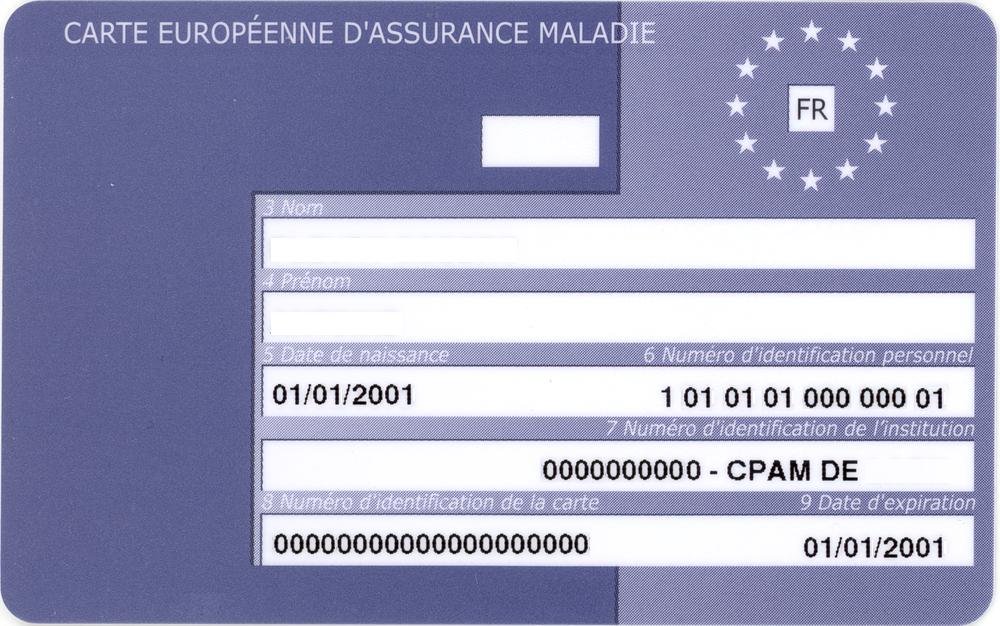
Egy francia EHIC kártya előlapja

Egy osztrák EHIC kártya előlapja

DE

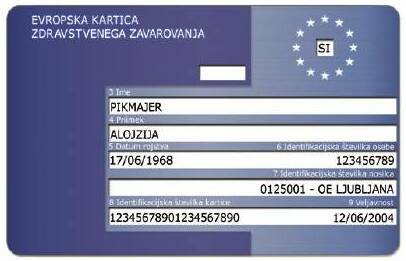
SI

Az Európai Egészségbiztosítási Kártya (angolul: European Health Insurance Card, EHIC) az EGT és Svájc állampolgárai számára kiadott ingyenes, vagy csökkentett költségű orvosi ellátást biztosító műanyaglapos okmány. Célja, hogy az egyik tagországban egészségbiztosítási díjat fizető állampolgár a többi tagországban is kedvező költségű orvosi ellátásban részesülhessen anélkül, hogy vissza kellene térnie a biztosításáért felelős tagország orvosi ellátási rendszerébe.

## Története
A kártyát 2004. június 1-je óta adják ki 2005-ig, 2006. január 1-je óta az egyetlen ilyen egészségügyi kártya az Európai Unión belül. A kártya alkalmazható az összes francia érdekeltségű tengerentúli megyében (Guadeloupe, Martinique, Réunion, Francia Guyana és 2011. március 31-től Mayotte) mivel az EGT részeinek minősülnek. Azonban az olyan nem EGT területeken, mint Jersey, Man-sziget, Aruba vagy Francia Polinézia, nem alkalmazható. Ugyanis a Csatorna-szigetek és Man egészségügyi rendszere jogilag nem alkalmas az európai egészségbiztosítás ellátására. A Feröer-szigetek és Grönland noha nem EGT területek, megállapodás van érvényben velük a kártya használatáról.
Néhány esetben, mint például Románia, nem alkalmazható az egészségbiztosítási kártya, ugyanis hiába van Romániában biztosítva egy állampolgár, nem alkalmazható a kártya, ha nem volt az azt megelőző öt évben is biztosítva.
Az alábbi európai uniós formanyomtatványok helyettesíthetik a kártyát:
- E110 - nemzetközi árufuvarozóknak
- E111 - turisták részére volt kiállítható, ezt váltotta ki az EHIC
- E119 - munkanélkülieknek/álláskeresőknek
- E128 - iskolai hallgatóknak és egyéb más tagállamok állampolgárainak

Amennyiben a biztosított EU-s állampolgár egy másik tagállamban részesül orvosi ellátásban úgy, hogy nincs birtokában a kártya, az ellátó ország egészségügyi pénztára az E107 formanyomtatvány kitöltésével kezdeményezi a biztosító tagország biztosítója felé a költségek megtérítését. Amennyiben az adatcsere meghiúsul, a sérült, ellátott köteles az ellátó intézmény költségeit számla ellenében megtéríteni, majd a kapott számlát a biztosító tagország biztosítójánál költségeit rendezheti.
- E107 - Kérelem természetbeni ellátásokra való jogosultságról szóló igazolás kiadására / angolul: application for a certificate of entitlement to benefits in kind

Az E107 formanyomtatvány a 883/04/EK rendelet 29. cikke és a 987/2009/EK rendelet 25. cikke szerinti kérelmező okirat. 
Az Európai Egészségügyi Kártya igénylése ingyenes, érvényessége 36 hónapig tart. A kártya külön kérésre minden kiadó tagállamban megújítható (új kártya kiadásával). Pótlása díjköteles.

## Jogszabályi vonatkozások

### Magyarország
Magyarországon az alábbi jogszabályok hivatkoznak a kártyára:
- 1997. évi LXXXIII. törvény a kötelező egészségbiztosítás ellátásairól 5/A. §; 27. § (3) (11)–(12),;29. § (3) és (8)
- 217/1997. (XII. 1.) Korm. rendelet a kötelező egészségbiztosítás ellátásairól szóló 1997. évi LXXXIII. törvény végrehajtásáról 1. § (5); 12/A. § (6)–(7)
- 1990. évi XCIII. törvény az illetékekről 29. § (1)
- 50/1996. (XII. 27.) NM rendelet a népjóléti ágazatba tartozó egyes államigazgatási eljárásokért és igazgatási jellegű szolgáltatásokért fizetendő díjakról 2. §; 1. számú melléklet III. 1. pont és 3. pont
- 317/2006. (XII. 23.) Korm. rendelet az Országos Egészségbiztosítási Pénztárról 1. § (7)

## Részt vevő országok
- Ausztria
- Belgium
- Bulgária
- Ciprus (a török fennhatóságú Észak-Ciprus nem)
- Csehország
- Dánia
- Egyesült Királyság (Gibraltárt is beleértve)
- Észtország
- Finnország
- Franciaország
- Görögország
- Hollandia
- Horvátország[2]
- Izland
- Írország
- Lengyelország
- Lettország
- Liechtenstein
- Litvánia
- Luxemburg
- Magyarország
- Málta
- Németország
- Norvégia
- Olaszország
- Portugália
- Románia
- Spanyolország
- Svédország
- Szlovákia
- Szlovénia
- Svájc

## Érdekességek
Az Európai Egészségbiztosítási Kártyát évente több mint 200 millió uniós polgár használja.  
A kártya megjelenése országonként eltérő lehet, de minden esetben tartalmazza a biztosított nevét, születési idejét, a kártyát kibocsátó államot és a biztosítási számot.  
Egyes tagállamokban – például Németországban és Ausztriában – a kártya hátoldala egyben a nemzeti egészségbiztosítási kártya, így a polgároknak nincs szükségük külön igazolványra belföldi és külföldi használathoz sem.

## Eltérések az utasbiztosítással szemben
Az alábbi táblázat bemutatja, hogy mi a különbség a kártya és az utasbiztosítás között.
| Európai Egészségbiztosítási Kártya                                                        | Utasbiztosítás                                                                                        |
| ----------------------------------------------------------------------------------------- | --- |
| Csak szerződött szolgáltatóhoz lehet fordulni vele.                                       | Magán egészségügyi szolgáltatóhoz is lehet fordulni vele.                                             |
| Csak az orvosilag szükséges ellátásokat fedezi.                                           | A biztosítási szerződés szerinti összes ellátást fedezi (halottszállítást, poggyászbiztosítást, stb.) |
| A szükséges ellátásokat azok árára tekintet nélkül nyújtani kell a nyomtatvány ellenében. | Az ellátások költségeit csak a befizetett összeg erejéig vállalja a biztosító.                        |
| Az önrészt a biztosítottnak kell kifizetni, annak visszatérítésére nem számíthat.         | Az önrészt is fedezi.                                                                                 |
| Bizonyos tagállamokban az ellátás költségeit a biztosított előlegezi meg.                 | Minden tagállamban a biztosító fizet.                                                                 |

## Külső hivatkozások
- Az EU általános információs oldala (angolul)
- Az Országos Egészségbiztosítási Pénztár részletes tájékoztatója az Európai Egészségbiztosítási Kártyáról – OEP.hu
- A kártya megrendelésével kapcsolatos tudnivalók – OEP.hu
- Az Egyesült Királyság EHIC oldala
- Írország EHIC oldala
- Hollandia EHIC oldala Archiválva 2011. július 24-i dátummal a Wayback Machine-ben
- Európai Egészségbiztosítási Kártya[halott link]